# 陈建文
陈建文（1965年9月—），福建龙海人，中华人民共和国政治人物，北京师范大学文学院文艺学专业毕业，现任人民日报社总编辑。

## 生平
陈建文生于福建省漳州市龙海县（现龙海区）白水镇郊边村。
曾任中国文联副主席、中央和国家机关工委副书记，中共广东省委常委、宣传部部长等职务。
2024年10月28日，调任人民日报社总编辑，晋升正部级。